# Carl Pauli
Carl Eugen Pauli (Barth, 14 ottobre 1834 – Lugano, 7 agosto 1901) è stato un linguista ed etruscologo tedesco.
Fu docente in un liceo di Zurigo e al liceo cantonale di Lugano dal 1893 al 1899 . Era in grado di capire 22 lingue.
Pauli iniziò i suoi studi sulla lingua etrusca intorno al 1875, proseguiti anche attraverso quattro viaggi in Italia (1885, 1889, 1896, 1898). Grazie ai risultati ottenuti, fu eletto membro onorario dell'Accademia, "La Nuova Fenice" di Orvieto. Ebbe stretti rapporti di scambi scientifici con l'Accademia prussiana delle scienze di Berlino per la creazione del Corpus Inscriptionum Etruscarum. Nel 1897 collaborò alla redazione dell'Ausfuhrliches Lexikon der griechischen und römischen Mythologie (Lessico generale della mitologia greca e romana).

## Pubblicazioni scelte
- Geschichte der lateinischen Verba auf uo, Stettin, 1865.
- Über die Benennung der Körpertheile bei den Indogermanen, Stettin, 1867.
- Die Benennung der Löwen bei den Indogermanen, Münden, 1873.
- Etruskische Studien: 
  1. Über die Bedeutung der etruskischen Wörter etera, lautn'eteri und lautni - 1879;
  2. Über die etruskischen Formen arnthial und larthial - 1880;
  3. Die Besitz-, Widmungs- und Grabformeln des Etruskischen - 1880;
  4. Noch einmal die lautni- und etera - Frage - 1881;
  5. Die etruskischen Zahlwörter - 1882.
- Studi sull'Italia antica: 
  1. Bd. Etruskische Studien - 1881;
  2. Bd. Der Dativ diale und die Stammerweiterung auf all - 1882;
  3. Bd. Die etruskischen Zahlwörter - 1882;
  4. Bd. Beiträge z. Erforschung d. etruskischen Sprache: Samml. 1 - Sophus Bugge - 1883;
  5. Bd. Die etruskischen Bilinguen - 1883;
  6. Bd. Die etruskischen Beamten u. Priester - Titel – 1884.
- Corpus Inscriptionum Etruscarum, Leipzig 1893-1902.
- Die Urvölker der Apenninenhalbinsel, in: Helmolt: Weltgeschichte, Bd. 5, 1900.
- Sind die Ligurer Indogermanen?, München, 1900.
- Die Pelasgerfrage, München, 1901.